# 北浜田町 (半田市)
北浜田町（きたはまだちょう）は、愛知県半田市の地名。

## 地理
半田市中央部に位置する。東は乙川吉野町、北は岩滑南浜町に接する。

### 河川
- 十ケ川[1]
- 阿久比川水路[1]

## 交通
- 愛知県道265号

## 施設
- 北浜田排水ポンプ場[1]

### WEB
1. ↑  “愛知県半田市の郵便番号一覧”.   日本郵便. 2023年11月25日閲覧。
2. ↑  “市外局番の一覧” (PDF).   総務省 (2022年3月1日). 2022年3月22日閲覧。

### 書籍
1. 1 2 3 4 5  「角川日本地名大辞典」編纂委員会 1989, p. 1818.